# Creu Fidélitas
La Creu Fidélitas és una condecoració destinada a premiar el temps de fidelitat i dedicació ministerial dels capellans castrenses en les Forces Armades d'Espanya i per recompensar accions notables i meritòries, tant de capellans com de personal militar o civil així com institucions, en referència a l'Església i a l'Evangeli en l'àmbit de l'Arquebisbat Castrense d'Espanya.

## Classes
Les classes de la Creu Fidélitas, que únicament es concedeixen a capellans castrenses, són:
- Placa de la Creu Fidélitas (creu de primera classe).

- Encomana de la Creu Fidélitas (creu de segona classe).

- Creu de la Creu Fidélitas (creu de tercera classe).

Hi ha distincions honorífiques de la Creu Fidélitas que, independentment de la condició del condecorat, sigui eclesiàstica, militar o civil, premien serveis rellevants a l'Arquebisbat Castrense d'Espanya:
- Creu d'Honor de la Creu Fidélitas.

- Gran Creu de la Creu Fidélitas.

## Concessió
Creada per Decret de l'arquebisbe castrense Monsenyor Francisco Pérez González, el dia 25 de juliol de 2007. És la condecoració pròpia del Arquebisbat Castrense d'Espanya, de manera que mai és imposada, ni tan sols de manera excepcional, per ningú que no sigui l'arquebisbe castrense o el seu delegat.
Els criteris per a la seva concisió són els següents:
- Creu Fidélitas de primera classe: capellans castrenses que hagin complert vint-i-cinc anys de servei.
- Creu Fidélitas de segona classe: capellans castrenses que hagin complert vint anys de servei.
- Creu Fidélitas de tercera classe: capellans castrenses que hagin complert quinze anys de servei.
- Gran Creu de la Creu Fidélitas: s'atorga en casos veritablement excepcionals, a qui hagi prestat un especial, valuós i particularment rellevant servei al Arquebisbat Castrense d'Espanya.
- Creu d'Honor de la Creu Fidélitas: recompensa per un servei excepcional i rellevant o per una col·laboració constant i altament eficaç en el marc de l'activitat del Arzoquebisbat Castrense d'Espanya.

Totes les concessions de la Creu Fidelitas es publiquen en el Butlletí Oficial de l'Arquebisbat Castrense d'Espanya.